# Jorge García Castaño
Jorge García Castaño (Sant Sebastià, 5 de juliol de 1977) és un polític espanyol, diputat de la vi i vii legislatures de l'Assemblea de Madrid, regidor de l'Ajuntament de Madrid des de 2011. Va exercir de delegat de l'àrea de govern municipal d'Economia i Hisenda entre 2017 i 2019.

## Biografia
Nascut a la ciutat guipuscoana de Sant Sebastià el 5 de juliol de 1977, va estudiar a la Universitat Complutense de Madrid (UCM), on va obtenir la llicenciatura en sociologia, i on va arribar a ser membre de la seva junta de govern. Elegit a les eleccions a l'Assemblea de Madrid de maig i octubre de 2003 dins de les llistes d'Esquerra Unida (IU), va ser diputat en la cambra autonòmica en la seva vi i vii legislatures. Va treballar entre 2007 i 2009 com a assessor a l'Ajuntament de Toledo. Va resultar elegit regidor de l'Ajuntament de Madrid per IU a les eleccions municipals de maig de 2011, i va formar part de la Comissió d'Economia i Hisenda del ple. Va renunciar a la seva acta de regidor el gener de 2015, i es va unir a Convocatòria per Madrid, juntament amb altres dissidents de IU-CM. Elegit de nou regidor a les eleccions de maig de 2015, aquest vegada dins de les llistes d'Ara Madrid, García Castaño es va convertir en regidor-president al capdavant de les juntes municipals dels districtes Centro i Chamberí.
Quant a la seva gestió dels districtes Centro i Chamberí, va perseguir l'objectiu de reduir la circulació de vehicles privats, així com evitar la proliferació de terrasses que incomplien les ordenances municipals. Va trobar una forta oposició veïnal a la iniciativa de conversió en zona per a vianants del carrer de Galileo, fins al punt que el pla va haver de ser revertit. Al desembre de 2017, després del cessament de Carlos Sánchez Mato, va substituir a aquest al capdavant de l'Àrea de Govern d'Economia i Hisenda del consistori.